# Hr.Ms. C (1930)
De Hr.Ms. C was een Nederlandse mijnenveger van de A-klasse. Het schip werd gebouwd door de Rijkswerf Willemsoord in Den Helder.

## De C voor de Tweede Wereldoorlog
Op 6 augustus vertrok de C samen met de andere schepen van de A-klasse, de A, B en D richting Nederlands-Indië. Gedurende de reis werden schepen gesleept door de sleepboten Friesland en Vlaanderen. Het konvooi arriveerde op 20 oktober 1930 in de haven van Soerabaja.

## De C tijdens de Tweede Wereldoorlog
Tijdens het uitbreken van de Tweede Wereldoorlog diende de C in Nederlands-Indië. Om te voorkomen dat het schip in vijandelijke handen zou vallen werd het op 6 maart 1942 door de eigen bemanning onklaar gemaakt en tot zinken gebracht in de haven van Soerabaja.
Na de verovering van Soerabaja werd de C door de Japanse strijdkrachten gelicht. De Japanse Keizerlijke Marine repareerde het schip en nam het op 8 april 1943 in dienst als hulponderzeebootjager Cha 116 (Japans: 第116号駆潜特務艇). De bewapening van het schip werd veranderd van 2 x 12 mm mitrailleurs naar 1 x 47 mm, 3 x 25 mm 1 x 13 mm mitrailleurs en 8 dieptebommen. Het schip werd in de nacht van 13 op 14 november 1944 in de baai van Manilla tot zinken gebracht door een Amerikaans vliegtuig van de op een vliegdekschip geplaatste Task Force 38.